# 交換配偶

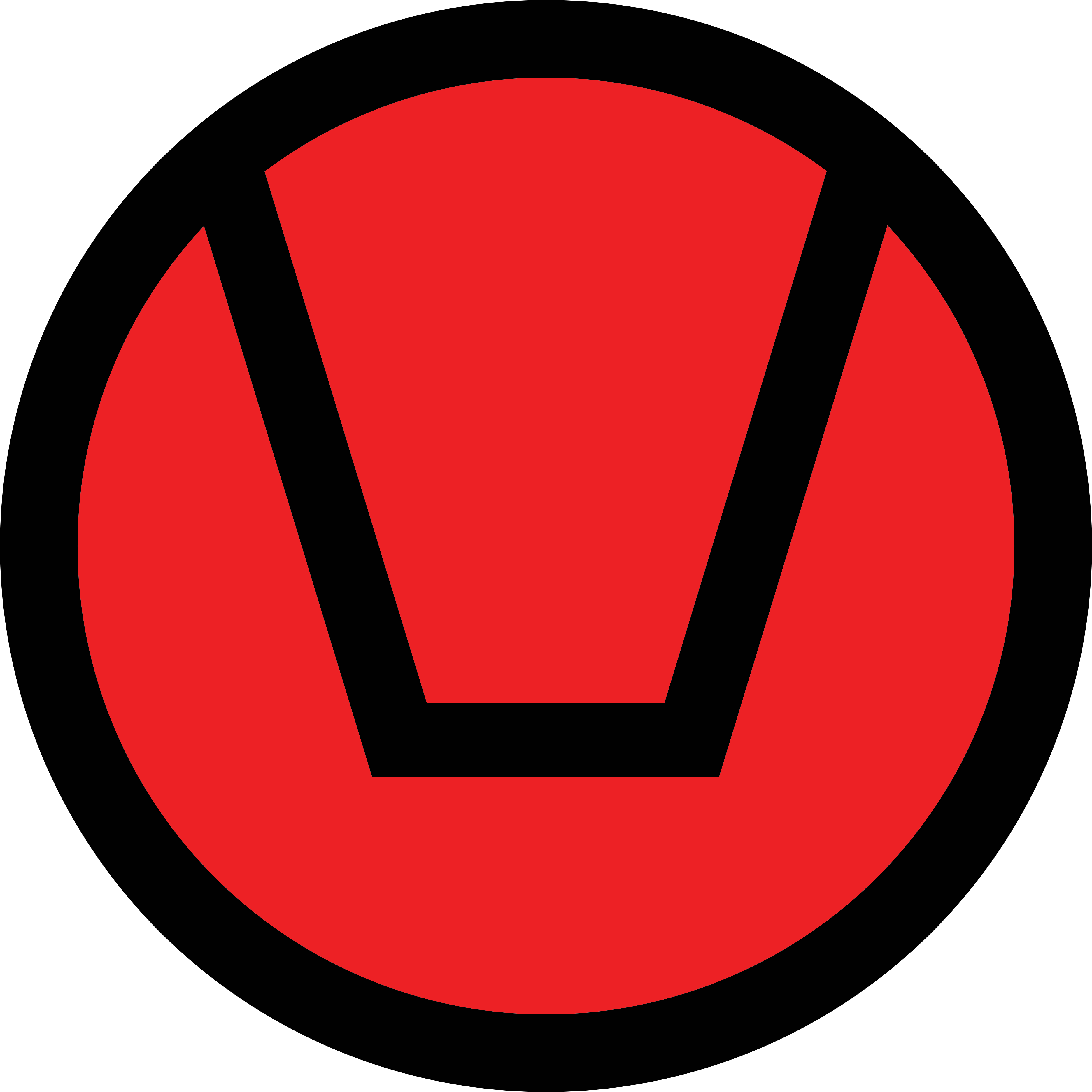
交換配偶/非一夫一妻制的象征: The Swing (抽象的秋千)

交換配偶，簡稱換偶，是指兩對或以上的伴侶（婚姻關係、民事結合或同居關係）互相交换配偶进行性交，古稱易內、通室。《左傳·襄公二十八年》記載慶封與盧蒲嫳易內之事，清朝杜鄉漁隱《野叟閒譚》也載述了一對兄弟交換配偶的事。

## 形式
交換配偶活動可包括：
- 在旁人觀看下配偶進行性行為。
- 觀看旁人與自己配偶發生性行為。
- 在配偶一方允許下，另一方與配偶以外人士進行親吻、愛撫、性行為或與第三人口交。
- 集體性交：超過兩人進行性行為。

交換配偶，一般牽涉一對配偶或情侶與另一或多於一對配偶、情侶或單身人士進行性行為。

## 相关法律条文

### 中国大陆
在中国大陆，此行为可能触犯《中华人民共和国刑法》聚众淫乱罪。《中华人民共和国刑法》第三百零一条第一款：「聚众进行淫乱活动的，对首要分子或者多次参加的，处五年以下有期徒刑、拘役或者管制。」